# Рене Михелич
Рене Михелич е словенски футболист, бивш полузащитник на Левски (София) и понастоящем във Волин Луцк. Роден е 5 юли 1988 г. в Марибор.

## Кариера
Михелич започва кариерата си във формациите на Марибор и през 2005 г. дебютира за мъжкия отбор. До 2010 г. записва 134 мача и вкарва 19 гола преди да бъде трансфериран в португалския Насионал Мадейра. В Португалия не получава толкова много поле за изява и записва 35 мача за 2 години и половина. През зимата на 2013 г. е преотстъпен под наем в Левски София, където изиграва 9 мача и бележи 1 гол срещу Черно море (Варна) в мач от българското първенство. През лятото на 2013 г. периодът му под наем свършва и той разтрогва договора си с Насионал. През октомври същата година подписва със словенския Завърч, а от януари 2014 г. вече е футболист на украинския Волин Луцк.